# Dicladocera nigrocoerulea
Dicladocera nigrocoerulea är en tvåvingeart som först beskrevs av Camillo Rondani 1850.  Dicladocera nigrocoerulea ingår i släktet Dicladocera och familjen bromsar. Inga underarter finns listade i Catalogue of Life.